# Fátima (Portugália)
Fátima város Portugáliában. Lakosainak száma 2011-ben 11 500 fő volt. Itt történtek a híres fátimai jelenések 1917-ben.

## Fekvése
Portugália középső részén, a Santarémi kerületben található, Lisszabontól közúton kb. 125–130 km-re északkeletre.

## Idegenforgalom
A fátimai zarándokhelyet a spanyol Santiago de Compostelával és a francia Lourdes-dal tartják egyenértékűnek.
Május 13-án és október 13-án sok ezren zarándokolnak ide, hogy megemlékezzenek arról, hogy a Szűzanya ezen a napon megjelent a három gyermeknek.
Szállodáinak befogadóképessége mintegy 10 000 fő.[mikor?]

## Szerzetesházak
Sok a szerzetesház. A településen 15 férfi szerzetesi közösség, 50 női apácarend található.

## Nevezetességei
1917. május 13-án itt jelent meg a Szűzanya Lúcia dos Santos, Jacinta és Francisco Marto testvéreknek. Azóta zarándokhely lett.
A neobarokk bazilikát szentek szobrai díszítik. A bazilika tornya 65 méter magas, körfolyosója pedig kétszer akkora, mint a római Szent Péter-bazilikáé. A festett üvegablakok a jelenéseket ábrázolják. 
A Capelinha das Aparições  a jelenések helyén épült. Mária koronájában van az a golyó, amelyet az 1981-es merénylet után kivettek II. János Pál pápa testéből. A szentélytől délre őrzik a gyermekek házát a Casa dos Pastorinhosban.
A legmegragadóbb a sok zarándok odaadása és hite, akik térdenállva közelítik meg a mai kegyhelyet. Gyertyákat égetnek hálából a Szűzanya csodáiért. A sétányt esténként több ezer gyertya világítja meg.

## Galéria

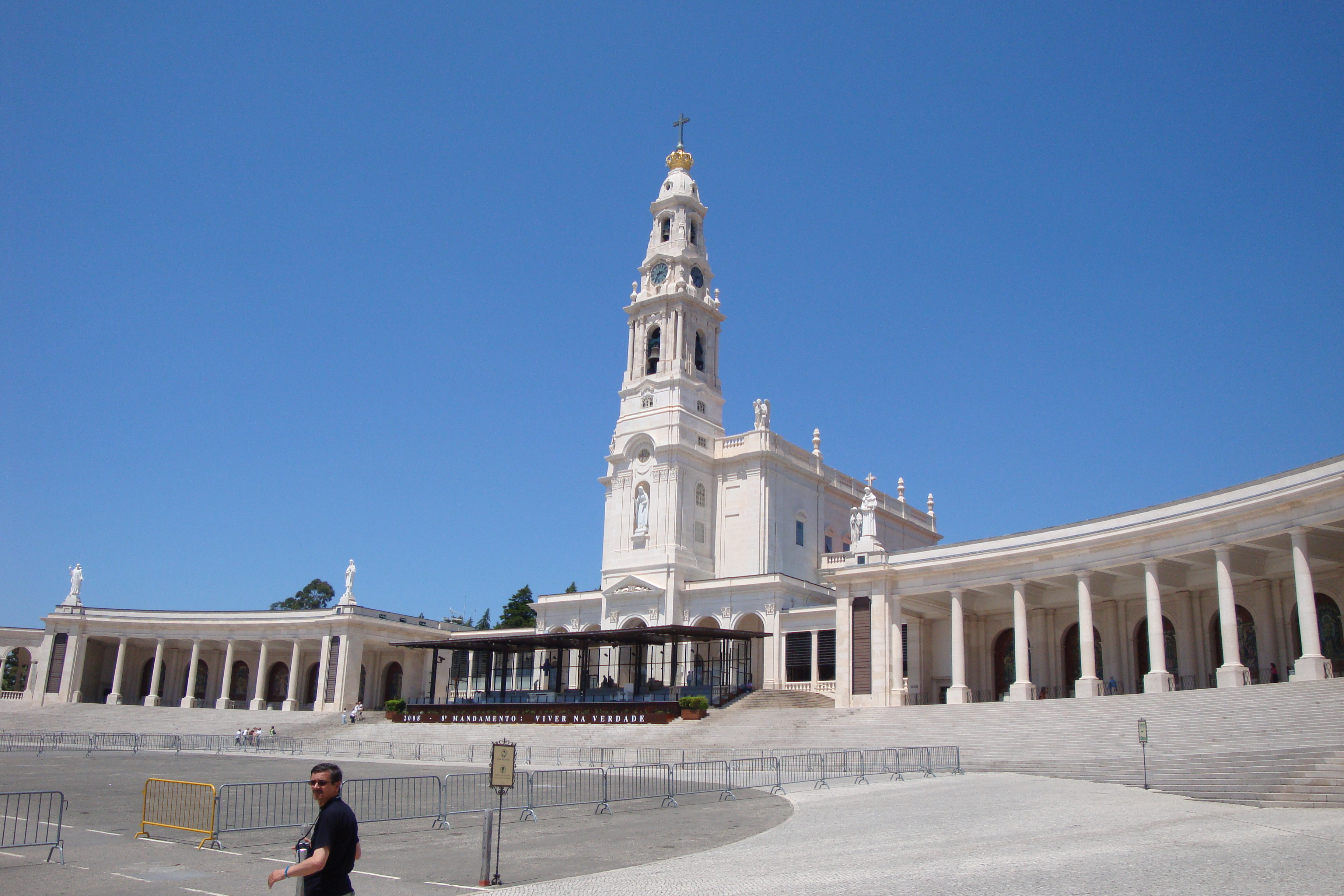
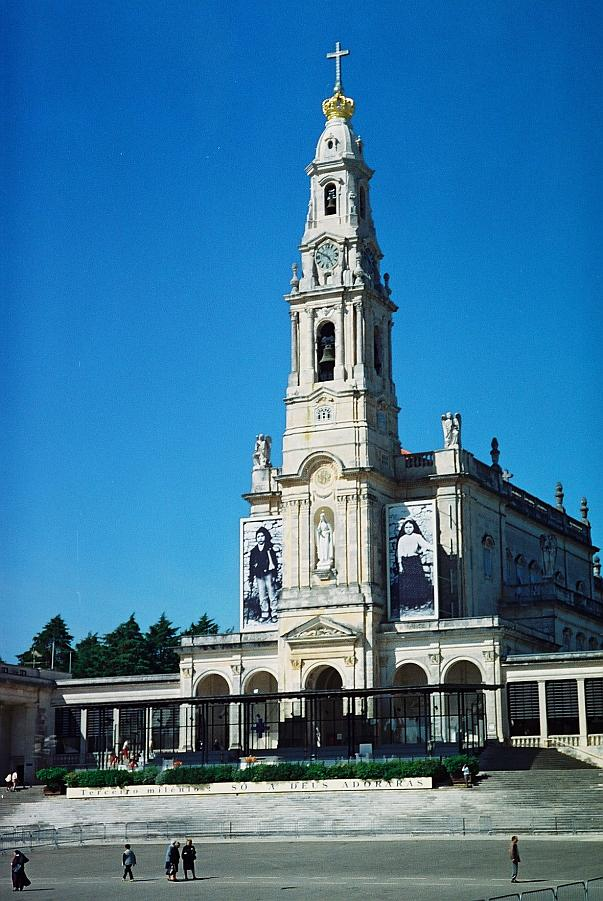
A fátimai bazilika
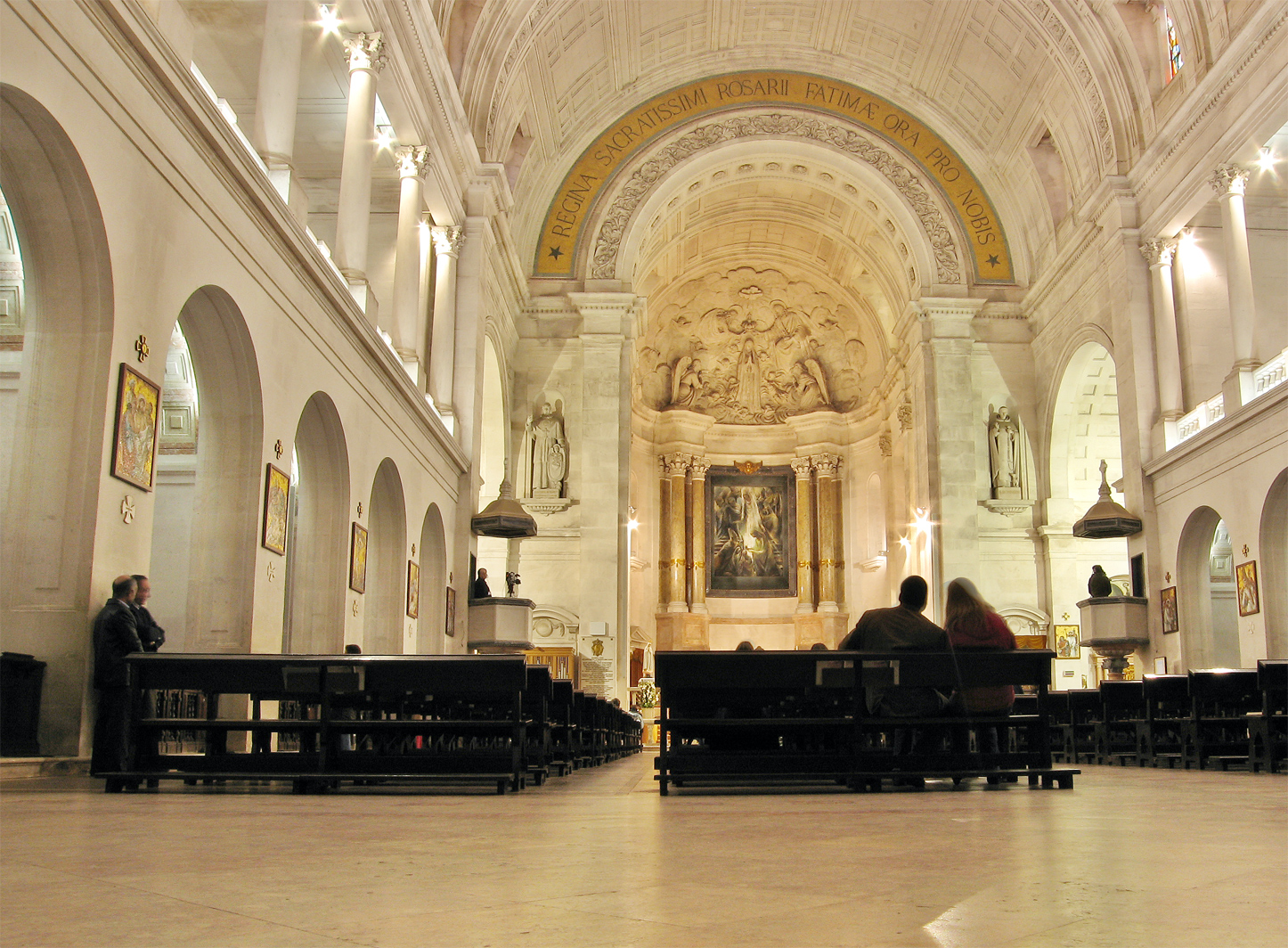
A bazilika belső képe
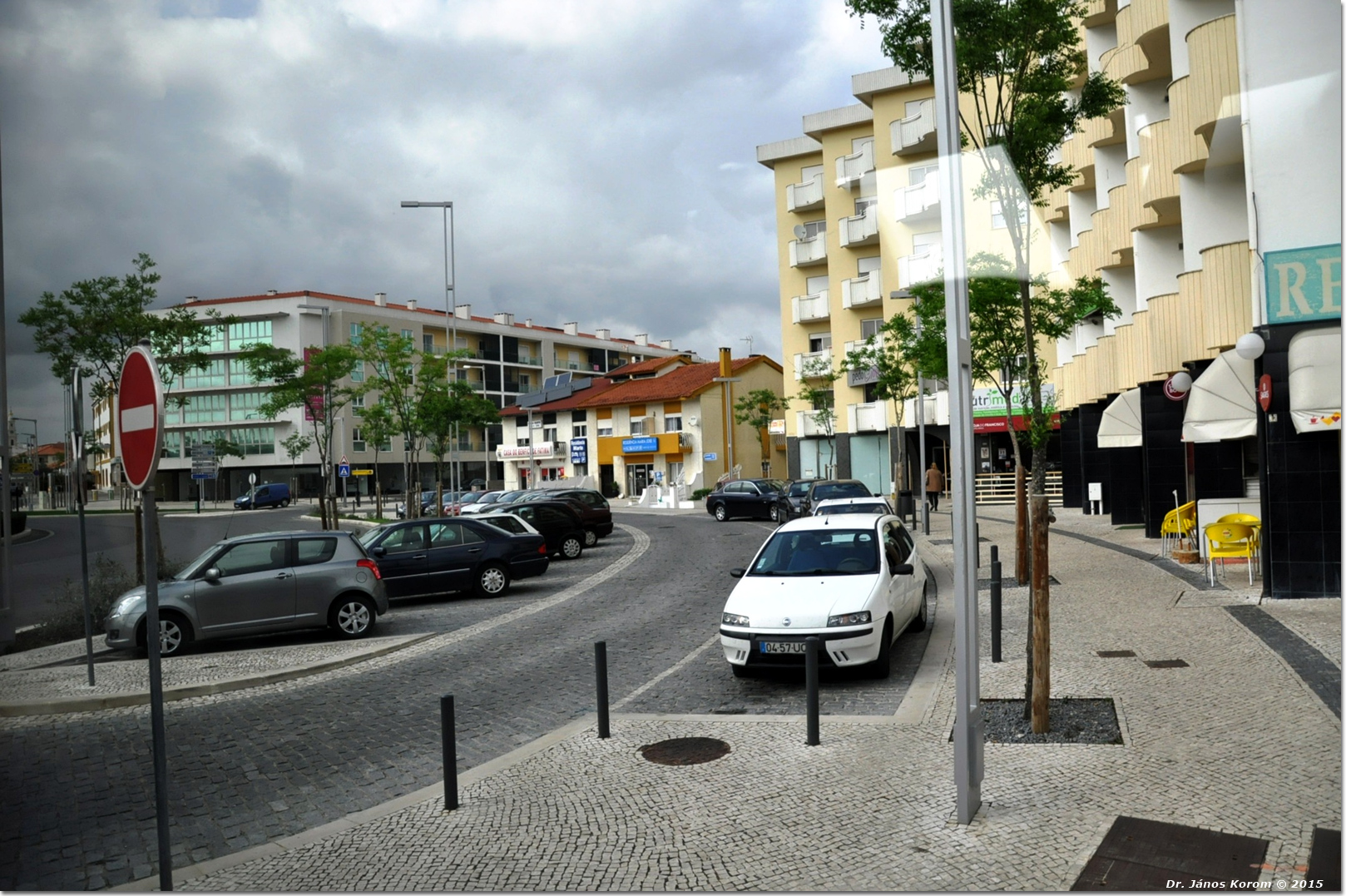
Városkép

## Testvértelepülések
- Németország Altötting
- Olaszország Loreto
- Franciaország Lourdes
- Ausztria Mariazell
- Lengyelország Częstochowa
- Magyarország Esztergom

## Külső hivatkozások
- Santuario de Fátima (hivatalos oldal)
- Információk Fátimáról Archiválva 2016. december 29-i dátummal a Wayback Machine-ben
- Fatima Oil Painting, to Pray the Family Rosary
- Fatima üzenete
- Hotelek Fátimában